# Jimmy De Jonghe
Jimmy De Jonghe (Boechout, 13 februari 1992) is een Belgisch voetballer die als middenvelder of verdediger kan uitgespeeld worden.

## Clubcarrière

### Jeugdteams
De Jonghe begon op zesjarige leeftijd te voetballen bij Oxaco in het Koninklijke Vlaamse Voetbalbond. Hij bleef hier drie jaar alvorens hij op achtjarige leeftijd naar Lierse SK vertrok. Hij speelde gedurende drie jaar in Lier om dan te oversteek te maken naar KVC Westerlo, waar hij tot zijn zestiende speelde. In 2008 trok De Jonghe naar Germinal Beerschot, waar hij twee jaar bleef. Daar trainde hij onder trainer Aimé Anthuenis mee met het eerste elftal.
In 2010 maakte De Jonghe, net als generatiegenoten Robin De Feyter en de gebroeders Matthias en Jaric Schaessens, de overstap naar Club Brugge. waar hij in het seizoen 2010/11 bij de beloften speelde. In januari 2011 was hij een van de vijf jongeren die mee op winterstage naar Marbella mochten met de A-kern, naast Nick Van Belle, Sven Dhoest, Tjendo De Cuyper en Fries Deschilder. De Jonghe zat dat seizoen drie keer in de wedstrijdselectie van het eerste elftal van Club Brugge: voor de competitiewedstrijden tegen RSC Anderlecht en Zulte Waregem en voor de bekerwedstrijd tegen Germinal Beerschot.

### Club Brugge
In het seizoen 2011/12 werd hij door trainer Adrie Koster definitief in het eerste team opgenomen van Club Brugge. Op de openingsspeeldag van de competitie kreeg hij, mede door de onbeschikbaarheid van Fredrik Stenman, een basisplaats tegen zijn ex-club KVC Westerlo. In zijn debuutseizoen speelde De Jonghe achttien officiële wedstrijden in het eerste elftal van Club Brugge, waaronder drie in de Europa League – tegen SC Braga en Birmingham City viel hij in, in de 3-4-zege tegen NK Maribor speelde hij de hele wedstrijd. In maart 2012 brak Club Brugge zijn contract open tot 2016.

#### Uitleenbeurten
Eind augustus 2012 werd De Jonghe voor één seizoen uitgeleend aan Zulte Waregem, dat ook een aankoopoptie bedong in het huurcontract. Bij Essevee, dat dat seizoen vicekampioen werd, stond hij na invalbeurten tegen RAEC Bergen en OH Leuven vier keer op rij in de basis, maar daarna verdween hij mede door een knieblessure volledig uit beeld. In de seizoenen daarop werd hij uitgeleend aan Lierse SK, tweedeklasser KSV Roeselare en derdeklasser KFCO Beerschot Wilrijk.

### KFCO Beerschot Wilrijk
Na afloop van zijn uitleenbeurt maakte De Jonghe in de zomer van 2016 definitief de overstap naar KFCO Beerschot Wilrijk. Nadat hij in het seizoen 2015/16 al de titel in Derde klasse B had gepakt, werd hij in 2017 met de club kampioen in Eerste klasse amateurs. In 2019 werd zijn aflopende contract er niet verlengd.

### FC Argeș Pitești
Na het faillissement van Lokeren zat De Jonghe ruim een half jaar zonder club. Eind januari 2021 vond hij met de Roemeense eersteklasser FC Argeș Pitești een nieuwe club. In januari 2022 werd het contract van De Jonghe in onderling overleg ontbonden.

## Statistieken
| Seizoen         | Club                | Competitie             | Competitie | Competitie | Beker | Beker | Europa | Europa | Totaal | Totaal |
| Seizoen         | Club                | Competitie             | Wed.       | Dlp.       | Wed.  | Dlp.  | Wed.   | Dlp.   | Wed.   | Dlp.   |
| --------------- | ------------------- | ---------------------- | ---------- | ---------- | ----- | ----- | ------ | ------ | ------ | ------ |
| 2010/11         | Club Brugge         | Jupiler Pro League     | 0          | 0          | 0     | 0     | 0      | 0      | 0      | 0      |
| 2011/12         | Club Brugge         | Jupiler Pro League     | 13         | 0          | 2     | 0     | 3      | 0      | 18     | 0      |
| 2012/13         | Club Brugge         | Jupiler Pro League     | 0          | 0          | 0     | 0     | 0      | 0      | 0      | 0      |
| 2012/13         | → Zulte Waregem     | Jupiler Pro League     | 6          | 0          | 1     | 0     | —      | —      | 7      | 0      |
| 2013/14         | → Lierse SK         | Jupiler Pro League     | 11         | 0          | 1     | 0     | —      | —      | 12     | 0      |
| 2014/15         | → KSV Roeselare     | Tweede klasse          | 29         | 3          | 1     | 0     | —      | —      | 30     | 3      |
| 2015/16         | → Beerschot Wilrijk | Derde klasse B         | 31         | 5          | 0     | 0     | —      | —      | 31     | 5      |
| 2016/17         | Beerschot Wilrijk   | Eerste klasse amateurs | 33         | 2          | 1     | 0     | —      | —      | 34     | 2      |
| 2017/18         | Beerschot Wilrijk   | Eerste klasse B        | 27         | 2          | 1     | 0     | —      | —      | 28     | 2      |
| Carrière totaal | Carrière totaal     | Carrière totaal        | 150        | 12         | 7     | 0     | 3      | 0      | 160    | 12     |

## Interlandcarrière
De Jonghe was tussen 2007 en 2012 Belgisch jeugdinternational. In oktober 2011 riep beloftenbondscoach Francky Dury hem op voor de EK-kwalificatiewedstrijd tegen Azerbeidzjan om de afwezigheid van Yassine El Ghanassy en Kristof D'Haene op te vangen. De Jonghe viel in deze wedstrijd in de 71e minuut in voor Arnor Angeli. Vijf minuten na zijn invalbeurt legde hij de 2-2-eindscore vast.